# (195998) Skipwilson
(195998) Skipwilson est un astéroïde de la ceinture principale.

## Description
(195998) Skipwilson est un astéroïde de la ceinture principale. Il fut découvert le 1er septembre 2002 à Haleakala par Robert D. Matson. Il présente une orbite caractérisée par un demi-grand axe de 3,12 UA, une excentricité de 0,20 et une inclinaison de 13,4° par rapport à l'écliptique.

## Compléments